# Johann Jakob Heckel
Johann Jakob Heckel,  korabeli magyaros nevén Heckel Jakab (Mannheim, 1790. január 23. – Bécs, 1857. március 1.) osztrák zoológus, ichthiológus és állatpreparátor, a bécsi császári zoologiai intézet első őre, az MTA tiszteleti tagja. Zoológiai szakmunkákban nevének rövidítése: „Heckel”.

## Fiatalsága
Mannheimban született, ahonnét családja a franciák elől Svájcba, majd Regensburgba és végezetül Bécsbe menekült. 1799-ben szülei visszaküldték Mannheimba, ahol három évig köziskolai neveltetésben részesült. 1801 végén visszament Bécsbe az atyai házba, melyből a szülők 1807-ben ismét kivándoroltak a franciák elől és fiukat is magukkal vitték Pestre. Heckel tiszteletben tartotta szülei kívánságát, s ezért mezőgazdasági pályára készült, s még ez évben az ekkor megalakult keszthelyi Georgicon növendékévé lett, ahol három évig gazdatisztnek tanult.
Apja halálát követően 1811-ben átvette a kis családi birtok vezetését a Bécs mellett található Gumpoldskirchen közelében és 1818-ig élt a gazdálkodásnak. Már gyermekkora óta érdeklődött a természettudományok és különösen a botanika és az ornitológia iránt. Kedvenc foglalatossága volt a rajzolás és jó érzéke volt a preparáláshoz. Barátai kézügyességét elismerve úgy emlegették, mint a két jobbkezes.
Madárgyűjteménye kapcsolatba hozta a császári és királyi természetrajzi múzeummal, minek következtében Bécsben telepedett le. 1819-ben utazást tett Németországban, Svájcban és Olaszországban; huzamosabb ideig tartózkodott Nápolyban és Palermóban, ahonnan nagy gyűjteményt hozott magával természeti tárgyakból, kiváltképpen tengeri halakból. Ezen gyűjtemény nagyobb része a bécsi udvari természetrajzi múzeum tulajdonává lett, ahol Heckel preparátori állást nyert. Tehetségének köszönhetően egyre jelentősebb preparátori tevékenységett végzett. A ritkább fajokhoz tartozó egyedek fajmeghatározásában részt vett Josef Natterer kurátor és a vele kialakult jó munkakapcsolatnak is köszönhette, hogy felhagyott a földműveléssel és további életét már a tudományoknak szentelhette.
Figyelmét kivált a szárazföldi és édesvízi conchyliákra (kagylós állatok) fordította, majd a ragadozó madarakra és énekesekre, melyeknek alapos tanulmányozása által kor- és nembeli megkülönböztetésük nehézségeit igyekezett megfigyelni. Ekkor (1824) ismerkedett meg Petényi Salamon Jánossal és a rokon lelkek buzdítólag, tökéletesítőleg hatottak egymásra. Heckel ezentúl kivált az ichtiológiának élt és elsősorban anyaggyűjtéssel foglalkozott azért, hogy bemutathassa az ausztriai birodalom ichtiológiai faunáját. Magyarország egy részét beutazta, mint jeles haltudós és a Magyarország halainak megismertetésére Hanák szerint 1849-ig a legtöbbet tette. 1839-ben Pest, Varasd és a Balaton vidékén búvárkodott; 1844-ben Bellye, Eszék és Mohács volt tartózkodási helye, ahol leginkább a Dunában fogott halakat vizsgálta. Ekkor már a bécsi ichtiológiai gyűjtemény igazgatója és Európa legnevezetesebb ichtiológusainak egyike volt. A Magyar Tudományos Akadémia 1847. december 23-án választotta őt, mint hazánk természetrajzi jelen vizsgálóját és ismertetőjét tagjául. Ezentúli dolgozatai majdnem kivétel nélkül a bécsi császári akadémiának, a császári és királyi geológiai intézetnek, a bécsi zoológiai és botanikai egyesületnek értesítőiben és emlékirataiban láttak világot.

## Természettudományi munkássága
Nem a szokásos módon ért a zoológia nagyságai közé. Mivel a halak, még abban az időben, alig képviseltették magukat a bécsi gyűjteményben, ezért Heckel úgy döntött, hogy beleveti magát a téma mélyebb feldolgozásába. 1820-ban preparátorként dolgozott a bécsi Naturalien-kabinetnél.
Folyamatosan előrehaladva nagy odaadással pótolta a hiányzó szakképzését. Keményen dolgozott az íróasztalánál is, hiszen felküzdötte magát a Bécsi Természettudományi Múzeum halgyűjteményének igazgatói székébe. Mindezt úgy érte el, hogy nem utazott és fedezett fel új vidékeket, hanem főleg Bécsben tanított és katalogizálta a fajokat, elsősorban azokat, melyeket tanítványai vagy munkatársai elétettek.
Sok új megfigyelés és állatfaj meghatározása köthető nevéhez. Például magyar tanítványáról, Petényiről nevezte el az egyik márnafajt, a Petényi-márnát (Barbus peloponnesius petenyi). Rendszeresen részt vett a Magyar Orvosok és Természetvizsgálók Vándorgyűlésein, mely nagy megtiszteltetés és egyben elismerése is volt az akkori magyar kutatók természettudományi területen elért eredményeinek.
A halak rendszertana volt fő szakterülete és több kiváló szakértő professzorral dolgozott. Vele együtt a kor meghatározó ichthiológusai Cuvier, Valenciennes, Bonaparte, Müller és Troschel voltak.
Élete során több mint hatvan írása jelent meg. A leghíresebb, Az Osztrák Dunai köztársaság édesvízi halai című melyen 24 évet dolgozott. A kiadását sajnos nem érhette meg, mert baktériumfertőzésben meghalt, de műve tanítványa Rudolf Kner segítségével meg tudott jelenni.

### Fordítás
- Ez a szócikk részben vagy egészben  a   Johann Jakob Heckel című angol Wikipédia-szócikk ezen változatának fordításán alapul.  Az eredeti cikk szerkesztőit annak laptörténete sorolja fel. Ez a jelzés csupán a megfogalmazás eredetét és a szerzői jogokat jelzi, nem szolgál a cikkben szereplő információk forrásmegjelöléseként.